# Papoušík škraboškový
Papoušík či agapornis škraboškový (Agapornis personatus) je malý papoušek pocházející ze severovýchodní Tanzanie a po celém světě známý jako oblíbený domácí mazlíček.

## Popis

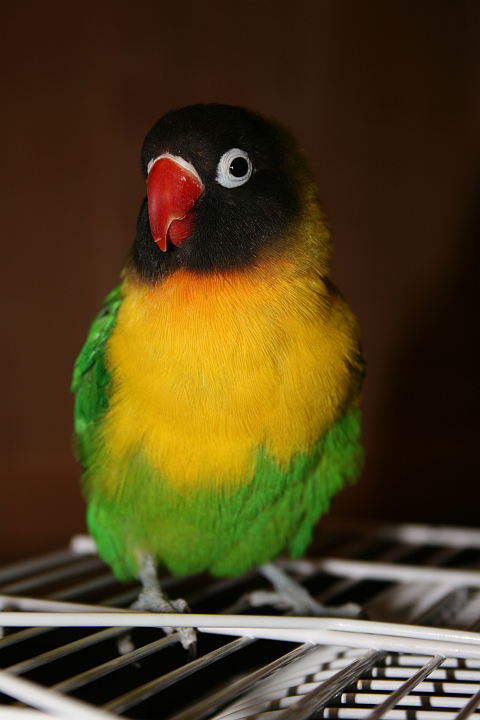
Papoušík škraboškový v kleci

Se svou velikostí mezi 14–15 cm a hmotností kolem 50 g patří papoušík škraboškový mezi nejmenší druhy papoušíků. Má jasně zelená křídla, břicho a ocas, žlutou hruď a zátylek a černou hlavu s červeným zobákem a bílým očním proužkem, který spolu s černým opeřením připomíná škrabošku, díky čemuž získal i svůj český název. Často můžeme nalézt i jiné barevné mutace, např. světle modře, fialově či břidlicovitě zbarvené ptáky.

## Ekologie
Žije ve velmi soudružných párech, samec a samice spolu setrvávají po celý život a spolu s jinými páry tvoří početná hejna.
Stejně jako ostatní druhy papoušíků se živí semeny, plody a pupeny, pro jejichž sběr má zvláštně přizpůsobený zobák. V zajetí se jim doporučují předkládat hlavně čerstvé zelené plody, naopak by se při krmení neměly podávat solené a příliš studené suroviny.
Hnízdí ve stromových dutinách nebo v opuštěných hnízdech rorýsů. Dutinu vystýlá větvičkami a kůrou. Klade 3–8 vajec, na kterých sedí přibližně 21 dní. Mláďata opouštějí hnízdo po 40 dnech života, ale stále jsou ještě přikrmovány. Pohlavní dospělosti dosahují ve 2. až 3. roce.

## Chov
V zajetí je vhodné chovat papoušíka škraboškového chovat ve vyšší kleci s opravdu silným pletivem. Díky jeho čipernosti a dobrým šplhacím schopnostem by měla být dostatečně vybavena různými prolézačkami a jinými atrakcemi. Snadno se učí a je zvídavý. Nejlepší je si jej pořídit již v útlém věku, kdy existuje větší pravděpodobnost, že si na svého nového majitele rychleji zvykne a vytvoří si k němu silné pouto.